# Limonium inexpectans
El Limonium inexpectans és una saladina endèmica de les restes del prat de Magalluf, al municipi de Calvià, Mallorca, de la família Plumbaginaceae. El seu nom deriva del llatí inexpectans, -is, que significa "inesperat".
Es tracta d'un petit camèfit que creix formant poblacions denses al voltant de les illes de vegetació del salobrar, concretament de les mates de cirialeres (Sarcocornia fruticosa, Arthrocnemum macrostachyum) i en alguns punts de joncs (Juncus acutus). Forma comunitat amb d'altres saladines també endèmiques d'aquest lloc (Limonium magallufianum, Limonium carvalhoi, Limonium ejulabilis i Limonium boirae). Floreix entre maig i agost, i fructifica entre el setembre i l'octubre. És hermafrodita, amb pol·linització entomòfila generalista. Té 26 cromosomes. Es tracta d'una espècia apomíctica triploide, de suposat origen híbrid. La major part dels seus grans de pol·len presenten malformacions i irregularitats, i només s'ha detectat un únic sistema d'incompatibilitat en els individus analitzats.
El principal factor limitant per a la supervivència és la disponibilitat d'hàbitat. Actualment aquest hàbitat es troba molt degradat. A més la zona està sotmesa a una intensa pressió antròpica, ja que està envoltada d'urbanitzacions i complexos turístics i és freqüentada per gent que les trepitja i ha obert camins sobre el matoll halòfil. Actualment només es troba en una localitat amb uns efectius inferiors als 200 individus.